# Audi R8R
Chronologie des modèles
Aucun Audi R8
L'Audi R8R est une automobile de compétition homologuée pour courir dans la catégorie LMP900 de l'Automobile Club de l'Ouest.